# Balrog (Street Fighter)
Balrog (in Japan bekend als マイク・バイソン of Mike Bison) is de Amerikaanse bokser uit de reeks gevechtsspellen van Street Fighter. Het personage werd begin jaren 90 bedacht door computerspellenfabrikant Capcom. Hij was voor het eerst te zien in Street Fighter II: The World Warrior.

## Achtergrond
Balrog was ooit een groot bokskampioen en prijswinnend vechter. Hij werd echter door de bond voorgoed verbannen van officiële wedstrijden vanwege zijn barbaarse gedrag in de ring, zoals het stiekem uitdelen van ellebogen en kopstoten. Hierom sloot hij zich aan bij de criminele organisatie Shadoloo, waar hij zich snel omhoogwerkte tot een van de drie persoonlijke lijfwachten van M. Bison. Toen deze werd omgebracht door Akuma werd Balrog de grote baas van Shadoloo. Hij bleek niet in staat deze organisatie te leiden en al gauw meldde de ondergang zich aan. Na de val van Shadoloo gleed hij af naar het leven op de straat. Balrog was weer terug bij af.

## Voorkomen
Balrog draagt een wit shirt met gerafelde mouwen onder een blauw sporthemd en een blauwe korte broek met witte rand. Aan zijn handen heeft hij rode bokshandschoenen en aan zijn voeten bokslaarzen. Hij heeft een kort kapsel met geschoren inhammen aan de voorzijde.

## Naamsverandering
Toen Street Fighter II werd uitgebracht in de V.S. wilden de mensen van Capcom voorkomen dat ze door de bokser Mike Tyson voor de rechter gesleept zouden worden vanwege een personage dat exact op hem leek en vrijwel dezelfde naam had, namelijk Mike Bison. Daarom verwisselden ze de namen van drie van de vier eindbazen:
De Amerikaanse bokser waar dit artikel over gaat heet M. Bison in Japan en elders Balrog.
De Spaanse stierenvechter heet Balrog in Japan en elders Vega.
De dictator en eerste man van Shadoloo heet Vega in Japan en elders M.Bison.

## Citaten
- "Get up you wimp!"
- "Hey what happened? I'm not through with you yet!"
- "My fists have your blood on them."
- "That last punch made quite a sound. You should seek medical attention. Gah ha ha."
- "Heh heh heh. You're one bad woman, you are..." (Wanneer hij een vrouwelijke tegenstander verslagen heeft.)
- "You make me laugh. Still think I'm one of your thugs, do you?" (Wanneer hij M. Bison verslagen heeft.)

## Trivia
- Op de portretten in de eerste Street Fighter-spellen waarin Balrog voorkwam leek hij sterk op Mike Tyson. In de latere spellen was dit niet meer het geval.
- In de speelfilm Street Fighter werd Balrog neergezet als een ex-kampioen boksen wiens carrière was gedwarsboomd door M. Bison. Hij is goed bevriend met Chun-Li en E. Honda, terwijl hij in de spellen juist een van de grote tegenstanders is. Hij werd gespeeld door Grand L. Bush.
- Een van Balrogs overwinningsuitspraken in Street Fighter Alpha 3 is "Next time, I'm gonna bite your ear off!" ("De volgende keer bijt ik je oor eraf!") Dit is een verwijzing naar een berucht voorval waarbij Mike Tyson tijdens een bokswedstrijd tegen Evander Holyfield een stuk van zijn oor afbeet.
- Voor de Super Nintendo-versies van SFII, SFII Turbo en Super SFII werd Balrogs overwinningsuitspraak "My fists have your blood on them" gewijzigd in "Get up you wimp". Dit was waarschijnlijk het gevolg van zelfcensuur waarbij het woord "blood" werd vermeden omdat dat niet paste bij het imago dat Nintendo wilde uitdragen. Ironisch genoeg leverden sommige harde slagen en trappen wel rondvliegend bloed op, ook in de SNES-versie.
- In de speelkastversie van Street Fighter II: Champion Edition werd Balrogs naam verkeerd gespeld als "Barlog". Naderhand werd zijn naam eveneens op deze foute wijze uitgesproken in Super Street Fighter II: The New Challengers.